# 麥斯·安達臣
麥斯·朱爾·安德森（丹麥語：Mads Juel Andersen，1997年12月27日—）是一位丹麦足球运动员，現效力英超球隊盧頓 。

## 外部連結
- Soccerway資料庫：麥斯·安達臣
- Mads Juel Andersen （页面存档备份，存于） at DBU